# Neil Perry
Neil Perry – zespół screamo z New Jersey, założony w 1998 przez byłych członków You and I oraz Red All Over. Przez cztery lata aktywności grupa nagrała liczne wydawnictwa, na których znalazło się łącznie ponad czterdzieści utworów zespołu. W 2003 została wydana dwupłytowa dyskografia grupy zatytułowana Lineage Situation, na której znalazło się czterdzieści utworów oraz 35-minutowe wideo zawierające nagrania z koncertów, a także innych wydarzeń z życia zespołu.

## Członkowie
- Josh Jakubowski (wokal/gitara)
- Chris Smith (gitara/wokal)
- Jon Marinari (wokal/bass)
- Justin Graves (perkusja)

Członkowie zespołu grali także w następujących zespołach: Hot Cross (Josh), The Now (Josh, Justin, Chris), Superstitions of the Sky (Josh), Joshua Fit for Battle (Josh), You and I (Jon). Po rozpadzie Neil Perry, Chris i Jon założyli Welcome the Plague Year oraz później Track of Monarchs, natomiast Justin obecnie gra w A Life Once Lost.

## Dyskografia
- Neil Perry 7" (The Last Sip Is 90% Spit) (Spiritfall Records, 1999)
- Neil Perry/Usurp Synapse split 7" "Comes Around Goes Around" (Level Plane Records, 01.05.2000)
- Get Our Tour On tour 7" (Level Plane, 01.06.2001)
- Neil Perry/Joshua Fit for Battle split LP "Brothers From Different Mothers" (Level Plane, 01.07.2001)
- Neil Perry/A Satellite Crash split LP (Spiritfall Records, 2002)
- Neil Perry/Kaospilot split 7" (Level Plane, 01.01.2002)
- Neil Perry 7" picture disc (Becoming What You Hate) (Witching Hour Records, 06.04.2002)
- Neil Perry/A Day’s Refrain split 3" miniCD (Robotic Empire, 20.08.2002)
- Lineage Situation 2xCD (Level Plane, 21.07.2003)